# Heike Doutiné
Heike Doutiné (* 3. August 1945 in Zeulenroda, Thüringen) ist eine deutsche Schriftstellerin. Ihr Werk umfasst Gedichte, Kurzgeschichten, Erzählungen und Romane.

## Leben und Wirken
Doutiné ist die Tochter eines Juristen und einer Ärztin, die zunächst in Hamburg lebten. Die Bombenangriffe, die auf die Hansestadt im Zweiten Weltkrieg niedergingen, veranlasste die Mutter zum Umzug nach Zeulenroda in Thüringen. Dort kam Doutiné zur Welt, wuchs aber in Hamburg auf. Nach dem Abitur 1966 studierte sie in Hamburg und Köln die Fächer Geschichte, Politik und Pädagogik. Nach dem Staatsexamen 1971 arbeitete sie als freie Journalistin für die Frankfurter Rundschau und die Frankfurter Allgemeine Zeitung sowie für den Hörfunk. Längere Reisen führten sie in die Sowjetunion, nach Polen, in die Tschechoslowakei, nach Frankreich, Spanien und Jordanien. Sie promovierte 1978 in Köln in Geschichtswissenschaft.
Ihre Karriere als Schriftstellerin begann 1965 mit ihrem Gedichtband In tiefer Trauer. 1970 erschien ihr erster Roman Wanke nicht, mein Vaterland, der von der Neuen Literarischen Gesellschaft mit dem erstmals vergebenen Leserpreis „Der erste Roman“ ausgezeichnet wurde. 1972 erschien mit Deutscher Alltag – Meldungen über Menschen eine Sammlung von Erzählungen. 1972/73 erhielt Doutiné ein Villa-Massimo-Stipendium der Deutschen Akademie Rom. Weiterhin wurde sie als Gastprofessorin an die University of Southern California berufen und erhielt ein Stipendium der Ford-Foundation.
Ihre Werke wurden ins Französische, Englische, Spanische, Polnische, Niederländische und Serbokroatische übersetzt. Gedichte erschienen in englischer Übersetzung von Gisèle Frohlinde-Meyer 1972 in Poet Lore, „America's Oldest Poetry Journal“, und 1977 in der Literaturzeitung Dimension des Department of Germanic Languages der University of Texas at Austin.
Doutiné lebt in Hamburg und London und ist Mitglied der Freien Akademie der Künste in Hamburg.

## Werke (Auswahl)
- In tiefer Trauer (Gedichte, 1965)
- Das Herz auf der Lanze (Gedichte, 1967)
- Wanke nicht, mein Vaterland (Roman, 1970)
- Deutscher Alltag (Erzählungen, 1972)
  - Man müsste jung sein (Kurzgeschichte, 1972)
  - Eine Frau wie Sie (Kurzgeschichte, 1972)
- Berta (Roman, 1974),
- Wir Zwei (Roman, 1976)
- Die Meute (Roman, 1979)
- Der Hit (Roman, 1982)
- Blumen begießen, bevor es regnet (Gedichte und Erzählungen, 1986)
- Die Tage des Mondes (Roman, 1991)
- Rosengedichte und andere Gesänge. Edition Thaleia, St. Ingbert 2001, ISBN 978-3-924944-54-4.